# Абазович, Дритан
Дритан Абазович (черног. Дритан Абазовић / Dritan Abazović, алб. Dritan Abazoviq; род. 25 декабря 1985, Улцинь) — черногорский политический деятель, лидер партии URA. В прошлом — премьер-министр Черногории (2022—2023), вице-премьер (2020—2022), член парламента (2012—2020).

## Биография
Дритан Абазович родился 25 декабря 1985 года в Улцине в албанской семье. Окончив начальную и среднюю школу в Улцине, Абазович поступил на факультет политических наук Сараевского университета. Окончил университет со знаками отличия «Золотой знак» и «Золотая хартия». В 2008 году он получил степень магистра на кафедре международных отношений факультета политических наук Университета Черногории. В 2019 году на факультете политологии Сараевского университета Абазович защитил докторскую диссертацию на тему «Глобальная политика — этические аспекты глобализации».
Абазович долгое время сотрудничал с неправительственными организациями, выступающими за защиту прав человека, евроатлантическую интеграцию и гражданский активизм. Он занимался проектами, связанными с продвижением мультикультурализма в постконфликтных районах бывшей Югославии. Участвовал в международных программах, конференциях и семинарах. С 2005 по 2007 год он был ассистентом на факультете политических наук Сараевского университета. В 2009 году он окончил курс изучения проблем мира и разрешения конфликтов в Университете Осло. В этом же университете он закончил семинар по повышению квалификации (Professional Development).
В 2011 году он проживал в Соединенных Штатах, участвуя в программе Государственного департамента в Вашингтоне, округ Колумбия. С 2010 по 2012 год он был исполнительным директором местной телерадиокомпании Teuta (Улцинь, Черногория). С 2010 по 2012 год он был исполнительным директором НПО «Магнат» в Улцине. В 2010 году он опубликовал свою первую книгу «Космополитическая культура и глобальная справедливость».
С 2010 года работал учителем средней школы в Улцине, преподавая социологию культуры, коммуникации и историю религии. Он свободно владеет черногорским, английским и албанским языками. В 2017 году он подписал Декларацию об общем языке черногорцев, хорватов, сербов и боснийцев.

## Политическая карьера
В 2012 году Абазович стал одним из основателей политической партии Позитивная Черногория, на парламентских выборах того же года получившей семь мест в парламенте. Сам Абазович получил депутатский мандат. В 2014 году он покинул партию и оставался независимым депутатом до 2015 года, когда он присоединился к Гражданскому движению URA (Объединённое реформистское действие). Вскоре он возглавил движение.
На парламентских выборах 2020 года возглавил объединение «Черным по белому», получившее четыре места в парламенте. После выборов партия Абазовича объединилась в коалицию с другими оппозиционными силами: «За будущее Черногории» Здравко Кривокапича и «Мир — наша нация» Алексы Бечича. В декабре 2020 года коалиция сформировала правительство Здравко Кривокапича, в котором Абазович получил должность вице-премьер-министра. 4 февраля 2022 года по инициативе Абазовича парламент вынес вотум недоверия правительству Здравко Кривокапича.
28 апреля 2022 года парламент Черногории избрал Абазовича премьер-министром. 45 депутатов проголосовали за, 3 — против. Правительство ушло в отставку 31 октября 2023 года.